# Jakub Szretter
Jakub Szretter (ur. w Hajnowszczyźnie (obecnie Hajnówka) w 1771 r., zm. 2 czerwca 1842 roku w Figeac) – strażnik straży świetliczańskiej (Puszcza Białowieska).
Z powodu udziału (wraz z pięcioma synami) w powstaniu listopadowym 1830 musiał wyemigrować do Francji. Najmłodszy z synów Szrettera - Piotr ułożył słowa i skomponował "Śpiew Litwina" pieśń o walce powstańców w litewskich lasach.